# 马特乌什·库斯
马特乌什·库斯（波蘭語：Mateusz Kus，1987年7月14日—），生于希隆斯克地区佩卡雷，波兰男子手球运动员。他曾代表波兰国家队参加2016年夏季奥林匹克运动会手球比赛，获得第4名。